# 芦山地震各方反应
芦山地震各方反应，旨在記錄2013年4月20日，四川省芦山地震發生後，世界各地的广泛关注情形。

## 国际组织
- 联合国：秘书长潘基文向中国政府和人民表示慰问。联合国儿童基金会对灾区儿童的身心状况表示关注[2]。

- 欧盟：欧盟委员会主席巴罗佐代表个人和欧盟委员会向中国政府和人民表示同情，对遇难者表示哀悼[3]。

## 週邊國家與地區
- 香港：
  - 2013年4月20日，香港行政長官梁振英代表香港特別行政區政府和香港市民向遇難及受災同胞致以深切哀悼及慰問[4]。食物及衞生局局長高永文表示會與內地當局聯絡，在有需要的情況下，會全力提供一切支援[5][6]，包括派遣人員到四川協助救援[7]。
  - 2013年4月21日，政務司司長林鄭月娥表示香港的救援隊伍（包括醫院管理局、香港消防處、政府飛行服務隊、民眾安全服務隊及醫療輔助隊）正在候命，假如內地有需要，可以即時前往參與救援。她又表示，行政長官梁振英已經委托她統籌各香港政府部門，協助跟進雅安地震的救災工作。此外，她表示已經接觸立法會財務委員會主席張宇人，要求盡快召開特別會議，審議從賑災基金撥款予四川省政府賑災[8]。林鄭月娥表示，於汶川大地震後與四川省政府在重建工作上建立了合作關係，相信今次亦可以繼續參與重建工作。她又補充，香港市民一向本著「一方有難、八方支援」的精神，與內地同胞血濃於水，每次內地有不幸災難，香港市民都會關注，她代表香港特別行政區政府和市民向災民致以深切慰問[9][10][11]。
  - 2013年4月22日，香港行政長官梁振英宣布向立法會財務委員會建議調撥1億港元注入賑災基金，協助四川省的賑災工作。此舉已經徵求財務委員會主席張宇人同意，盡快召開特別會議，審議撥款[12][13][14][15]。同日下午，張宇人表示支持香港政府舉辦有關會議的建議，決定在週三早上8時半舉辦為時兩小時的會議予立法會議員發問[16]。他又表示，香港政府將會不遲於4月23日下午5時提交相關文件[17]，他會給予酌情權，毋須展開平時的程序[18]。有關會議於4月24日早上10時許結束，由於有立法會議員未發言，故此同日未能夠就議案作出表決[19]，會議押後[20][21][22]。
  - 2013年5月3日，立法會財務委員會通過上述撥款[23][24][25][26][27][28][29]。
- 澳門：2013年4月20日，澳門行政長官崔世安致電四川省委書記王東明及四川省長魏宏，代表澳門特別行政區政府和澳門居民向受災人民以及正在前線奮勇抗震救災的廣大幹部、解放軍和群眾致以慰問。他又表示，澳門特別行政區全力支持四川省的救災工作[30]。
- 中華民國：中华民国政府行政院大陆委员会发布新闻稿表示，马英九获知芦山地震消息后，立即请陆委会了解相关情况，并指示陆委会代为向大陆方面表达关心与慰问，[31]並動支第二預備金捐助100萬美元。[32]红十字会也于20日决定向灾区捐款500万元人民币，中華民國紅十字會聯絡發展處長徐孝慈表示，如有需要，将组派救援医疗队赶赴雅安地震灾区，提供搜救和医疗支援。另据台湾媒体报道，內政部消防署表示其特种搜救队已經完成待命，备妥生命探测器及切割、照明、支援、通讯等搜救器材，准备参与雅安地震救援，[31]並動支第二預備金捐助100萬美元。[32]在民間，裕隆集團捐出四千萬台幣，富邦金控董事長蔡明忠捐一百萬美元（折合新台幣近三千萬元），台南市康寧大學共募得兩百多萬元台幣捐款。光是鴻海、旺旺等台商，第一時間的捐款就已超過3.7億台幣。[31][33]
- 俄羅斯：政府发表声明称，俄羅斯总统普京已经發電報予中華人民共和國主席习近平，对雅安地震造成的伤亡表示哀悼，普京表示俄罗斯愿意在必要情况下给予中國大陸帮助。[34]
- 越南：越共中央总书记阮富仲、越南国家主席张晋创、越南政府总理阮晋勇和越南国会主席阮生雄分别向中共中央总书记、国家主席习近平、国务院总理李克强和全国人大常委会委员长张德江致电，及向在灾区人民表示慰问。[35]
- 大韓民國：韩国总统朴槿惠21日致电中国国家主席习近平，就四川地震向中方表示慰问。[36]
- 日本：日本首相安倍晋三表示，只要中方愿意，日本将提供最大限度的援助。中方表达感谢。[37]
- 新加坡：新加坡总理李显龙21日致信中国国务院总理李克强，代表新加坡人民就四川地震的死难者表示哀悼。新加坡政府向新加坡红十字会捐助五万新加坡元用以帮助灾区救灾[38]。

## 其他國家地區
- 美国：美国国务卿约翰·克里对四川省地震表示慰问。[39]
- 法國：法国总统奥朗德向中国政府和人民表达法方的同情和全力支持。总统访华期间会再次表达慰问和哀悼。[40]
- 坦桑尼亚：总统基奎特致电中国国家主席习近平，代表坦桑尼亚政府和人民，并以个人名义向遇难者表示深刻哀悼。[41]
- 加拿大：加拿大外交部长约翰·贝尔德和国际合作部长朱利安·凡蒂诺发表联合声明，对四川地震受灾人员表示同情，并表示援助的意愿。
- 新西兰：新西兰总理约翰·基发表声明，对地震对中国造成的损失深感悲痛，向中国政府和人民表示慰问并向李克强总理表示支持。约翰·基同时表达了向中方提供技术支持的意愿[42]。
- 此外，德国、泰国、尼泊尔等国家也以不同方式对中方表示慰问[41]。